# 迪伦·阿姆斯特朗
迪伦·阿姆斯特朗（英語：Dylan Armstrong，1981年1月15日—），加拿大男子田径运动员。他曾代表加拿大参加2008年和2012年夏季奥林匹克运动会田径比赛，其中2008年奥运会获得一枚铜牌。